# Carcharodontosaurus

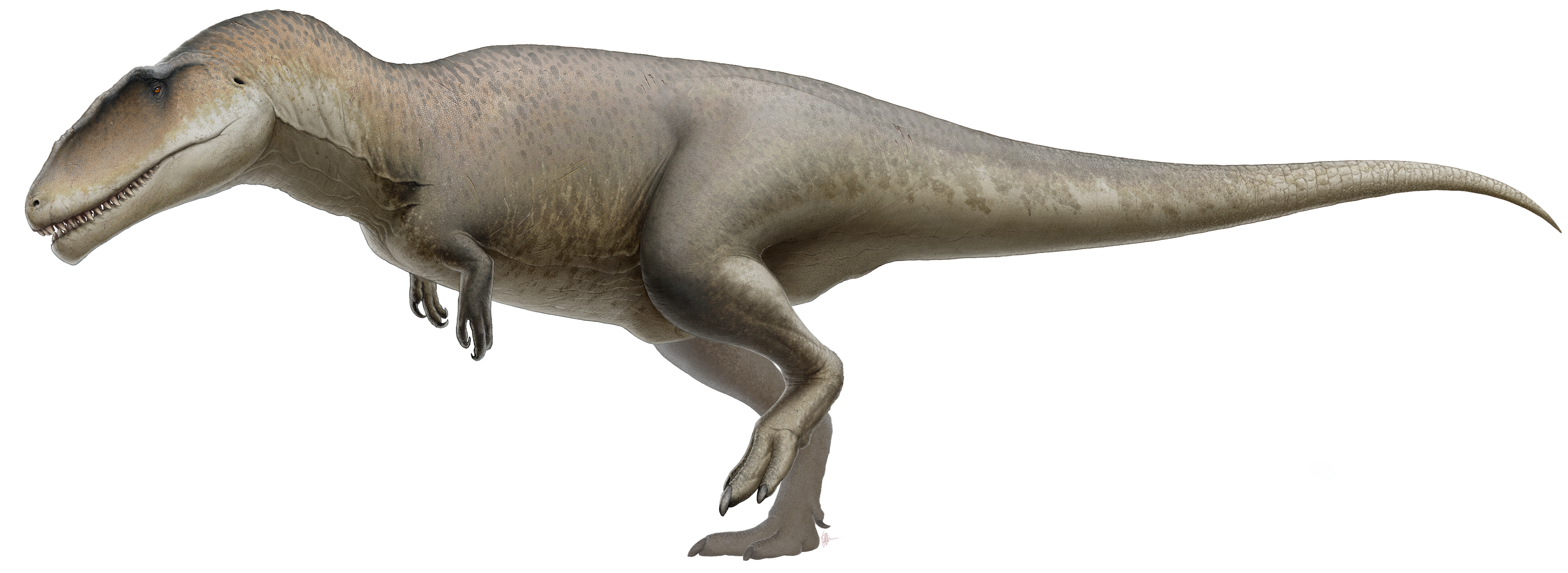
Lebendrekonstruktion von Carcharodontosaurus

Carcharodontosaurus (altgr. „Scharfzahn-Echse“) ist eine Gattung von theropoden Dinosauriern aus der frühen Oberkreide Afrikas. Die Gattung Carcharodontosaurus ist nach dem Weißen Hai (Carcharodon carcharias) benannt.
Es handelte sich um einen der größten bekannten landlebenden Fleischfresser der Erdgeschichte. Er ist der namensgebende Vertreter der Carcharodontosauridae und war eng mit den ebenfalls gigantischen Gattungen Giganotosaurus und Mapusaurus verwandt. Die ersten Funde dieses Dinosauriers machte der deutsche Paläontologe Ernst Stromer von Reichenbach in Algerien und Ägypten. All dieses Material wurde allerdings 1944 bei einem alliierten Luftangriff auf München im Museum Alte Akademie zerstört.
Derzeit werden zwei Arten unterschieden – die Typusart Carcharodontosaurus saharicus sowie der 2007 in Niger entdeckte Carcharodontosaurus iguidensis.

## Systematik
Lange war unklar, in welche Gruppe Carcharodontosaurus einzuordnen ist. Hatte Stromer ihn dem Taxon der nach ihm benannten Carcharodontosauridae zugeordnet, so wurde dieses von anderen Wissenschaftlern als ungültig betrachtet und Carcharodontosaurus den Allosauridae oder Tyrannosauridae zugeordnet. Im Jahr 1995 veröffentlichte Oliver W. M. Rauhut ein ausführliches Werk zur heute akzeptierten Einordnung von Carcharodontosaurus und dem mit ihm verwandten Bahariasaurus. Diese Veröffentlichung beruhte hauptsächlich auf den Aufzeichnungen Stromers, da die originalen Fossilien im Zweiten Weltkrieg zerstört worden waren.
Aufgrund von vielen Gemeinsamkeiten kann davon ausgegangen werden, dass die Carcharodontosauridae zu den Allosauroidea zählen; von anderen Vertretern dieser Gruppe, den Allosauridae und den Sinraptoridae, spalteten sie sich wohl im Mitteljura ab. Dabei sind sie vermutlich näher mit den Allosauridae verwandt als mit den Sinraptoridae. Die Carcharodontosauridae waren die am stärksten abgeleitete (fortgeschrittensten) Vertreter der Allosauroidea.
Eine nähere Verwandtschaft mit den Coelurosauria und den Torvosauridae scheint ebenfalls möglich, eine mit den Ceratosauria eher unwahrscheinlich.

### UnterscheidungC. saharicusundC. iguidensis
In Niger wurden Fossilien einer zweiten Art, C. iguidensis, entdeckt. Dieser Fund zeigt, dass Zähne und anderes Material aus der Gegend des Fundorts, das bisher zu C. saharicus gestellt wurde, in Wirklichkeit zu C. iguidensis gehörte. In dessen Nähe wurden außerdem Fossilien von Rugops primus und Spinosaurus gefunden und es gilt als unwahrscheinlich, dass mehr als drei große Theropoden auf so engem Raum zusammenlebten. Also wurden viele Fossilien aus der Gegend nun C. iguidensis zugeordnet.
C. iguidensis und C. saharicus unterscheiden sich unter anderem im Bau des Tränenbeins und des Oberkiefers. Beide Arten zeigen gefurchte Zähne, wobei die Furchen bei C. saharicus ausgeprägter sind als die von C. iguidensis. Zudem verfügt C. iguidensis über 15 % mehr Gehirnvolumen als C. saharicus; beide Arten besaßen jedoch weniger Hirnmasse als Tyrannosaurus.

## Merkmale

Carcharodontosaurus (orange) im Vergleich mit den größten bekannten Theropoden

Carcharodontosaurus wurde bis zu 13,7 Meter lang, hatte starke Klauen und beidseitig gezahnte, meist kaum gebogene Zähne.
Allerdings traten in den verschiedenen Gebieten Afrikas regionale Besonderheiten auf. Charakteristisch für Carcharodontosauriden sind, neben Pleurocoelen (seitlichen Öffnungen) in den Schwanzwirbeln, was eine Seltenheit unter Theropoden darstellt, vor allem die extrem breiten und flachen Nackenwirbel.
Stirnbein und Hirnschädel des Carcharodontosaurus zeigen deutliche Unterschiede zu denen der Allosauridae und Sinraptoridae und sind ähnlich denen von Giganotosaurus und Acrocanthosaurus. Auch eine mit Luft gefüllte Erweiterung des Mittelohres ist charakteristisch für Carcharodontosaurus, Acrocanthosaurus und eventuell Giganotosaurus.
Die Anatomie des Innenohres von Carcharodontosaurus ist vergleichbar mit der der heutigen Krokodile, der Unterkiefer ähnlich aufgebaut wie der anderer Carcharodontosauridae und Sehnerv und Augenbewegungsnerv stark ausgeprägt.

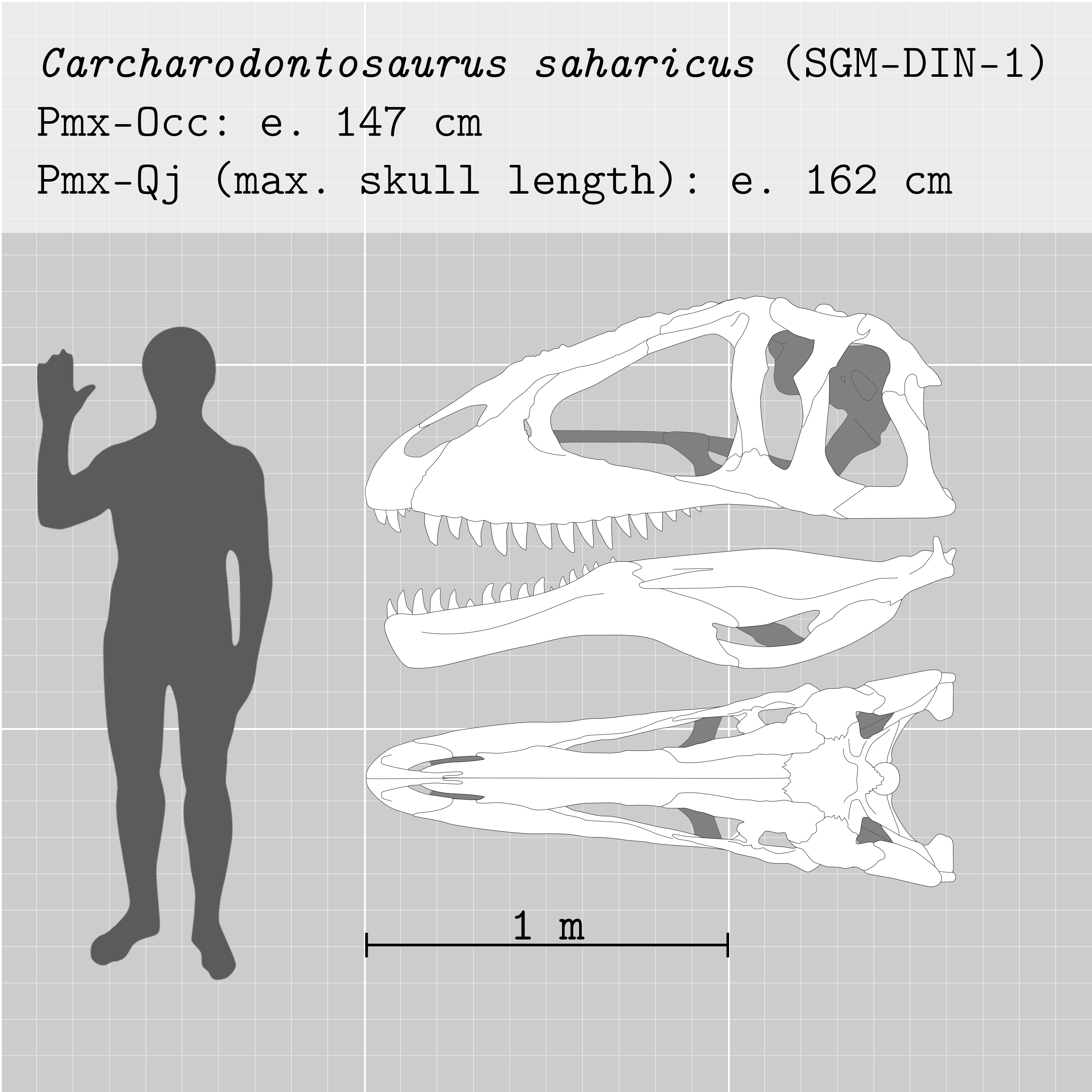
Homo sapiens im Größenvergleich mit dem rekonstruierten Schädel von C. saharicus

### Gehirn
Im Jahr 2000 erstellte ein Forscherteam um Hans Larsson Schädelausgüsse von Tyrannosaurus, Allosaurus und Carcharodontosaurus und verglich hierbei unter anderem das Größenverhältnis des Großhirns im Vergleich zum gesamten Hirn. Wie bei den meisten Dinosauriern war dieses Verhältnis auch bei Carcharodontosaurus und Allosaurus vergleichbar mit dem heutiger Reptilien, während bei Tyrannosaurus das Großhirn deutlich mehr Platz einnahm. Dies kann damit erklärt werden, dass Tyrannosaurus deutlich näher mit den Vögeln verwandt ist als die beiden Allosauroidea. Vögel haben im Vergleich zur Körpergröße ein deutlich größeres Großhirn als Reptilien. Zudem kann davon ausgegangen werden, dass Tyrannosaurus bei ähnlicher Größe auch ein größeres Gesamtvolumen des Gehirns hatte als Carcharodontosaurus.

## Entdeckung und Funde

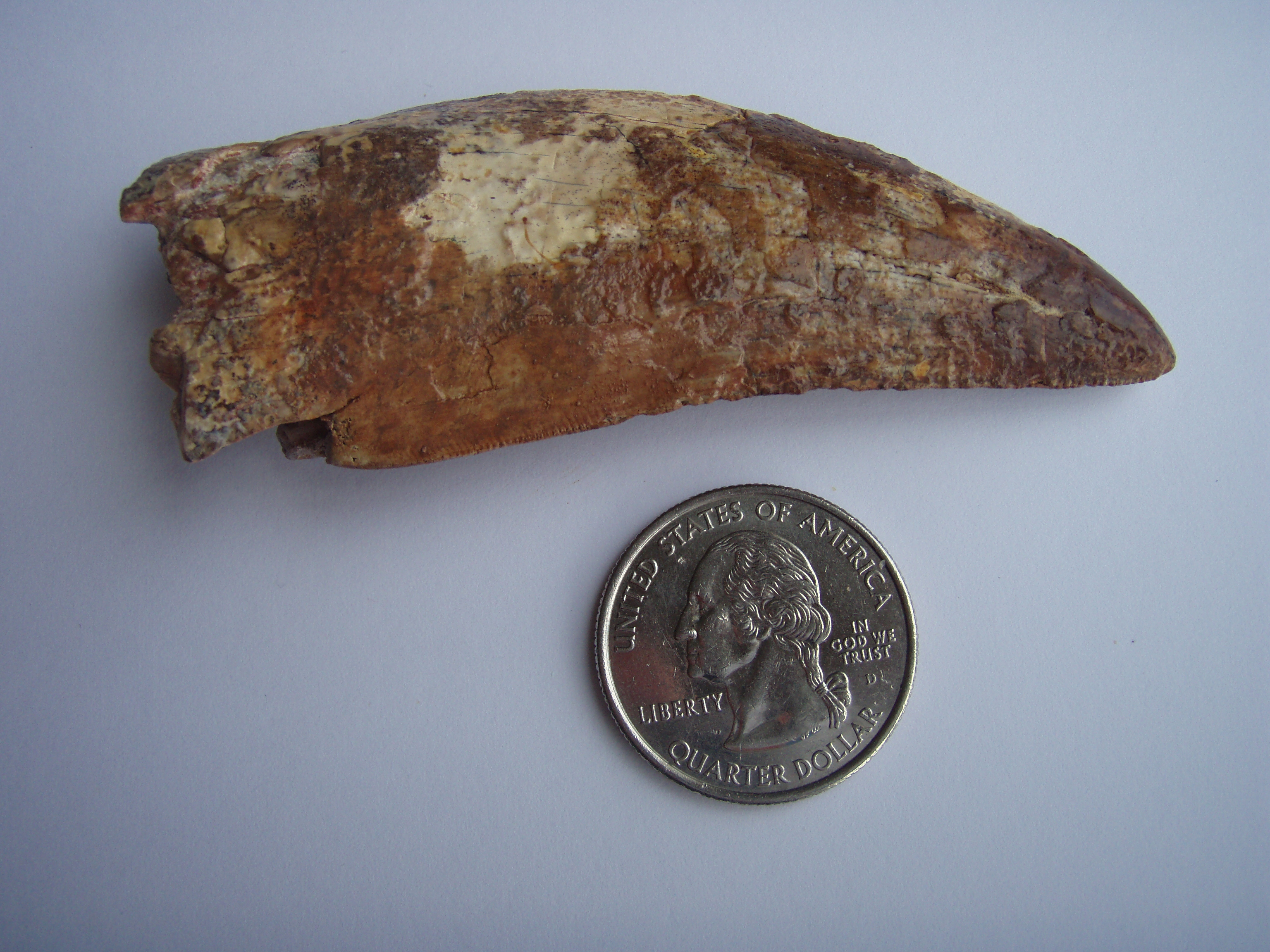
Zahn im Vergleich mit einer Vierteldollar--Münze

Die ersten zu Carcharodontosaurus gehörenden Fossilien waren zwei in Algerien gefundene Zähne, die zuerst fälschlicherweise Megalosaurus zugeordnet wurden und, wie alles damals gefundene Material, im Zweiten Weltkrieg verloren gingen.
Später wurden auch in Ägypten, Marokko, Tunesien, Libyen und Niger Fossilien dieses Dinosauriers gefunden.

### Auflistung wichtiger Funde
Zu den Fossilien von Carcharodontosaurus gehören ein Schädel-Fragment, das Nasenbein, Fragmente des linken Oberkiefers, drei Halswirbel, verschiedene Zähne, ein Schwanzwirbel, ein Rippen-Fragment, Fußknochen, Fragmente des linken Sitzbeins, beide Schambeine (zerstört), beide Oberschenkelknochen (zerstört) und das linke Wadenbein. Stromer erwähnt in seinen Aufzeichnungen auch einen Hüftbeinknochen, dessen Zugehörigkeit zu Carcharodontosaurus jedoch nicht geklärt ist.